# Chroniques de Saint-Denis
Les Chroniques de Saint-Denis sont des chroniques en latin compilées à l'abbaye de Saint-Denis du XIIe au XVe siècle.
L'abbaye se flattait d’être la mémoire des Capétiens, par sa proximité avec le pouvoir et la garde des insignes royaux. Elle entreprit donc de rassembler une historiographie de la monarchie française, quasiment achevée vers 1250. Ces chroniques en latin furent doublées d'une version française, les Grandes Chroniques de France, appelées à une vaste diffusion.
Ces Chroniques sont compilatoires. Le premier noyau est constitué par les chroniques d'Aimoin de Fleury rédigées aux environs de l'an mil et qui s'arrêtent en l'an 654. Elles sont continuées à la fin du XIe siècle et au début du XIIe siècle à l'abbaye de Saint-Germain-des-Prés.
À la fin du XIIe siècle, un historien de l’abbaye de Saint-Denis reprend l'ensemble. Au milieu du XIIIe siècle est ajoutée la vie de Philippe II Auguste, et c'est cet état qui sert de base aux Grandes Chroniques de France. Vers 1285, le manuscrit est complété par les vies de Louis VII, Louis VIII, Louis IX et Philippe III, par l'archiviste de Saint-Denis Guillaume de Nangis.